# Тібру (Швеція)
Тібру (швед. Tibro) — містечко (tätort, міське поселення) у центральній Швеції в лені Вестра-Йоталанд. Адміністративний центр комуни  Тібру.

## Географія
Містечко знаходиться у північно-східній частині лена Вестра-Йоталанд за 329 км на південний захід від Стокгольма.

## Історія
У 1947 році Тібру отримало статус чепінга.

## Герб міста
Герб було розроблено як символ торговельного містечка (чепінга) Тібру. Він отримав королівське затвердження 1950 року.
У червоному полі золота сокира в стовп, над нею — такий же укорочений шеврон (косинець).
Сюжет герба з сокирою походить з печатки 1568 року гераду (територіальної сотні) Кокінд, означає розвинуте лісівництво. Косинець символізує місцеву меблеву промисловість.
Після адміністративно-територіальної реформи, проведеної в Швеції на початку 1970-х років, муніципальні герби стали використовуватися лишень комунами. Цей герб був 1971 року перебраний для нової комуни Тібру. 

## Населення
Населення становить 8 522 мешканців (2018). 

## Спорт
У поселенні базується футбольний клуб Тібру ІК, хокейний Тібру ГФ та інші спортивні організації. 

## Галерея

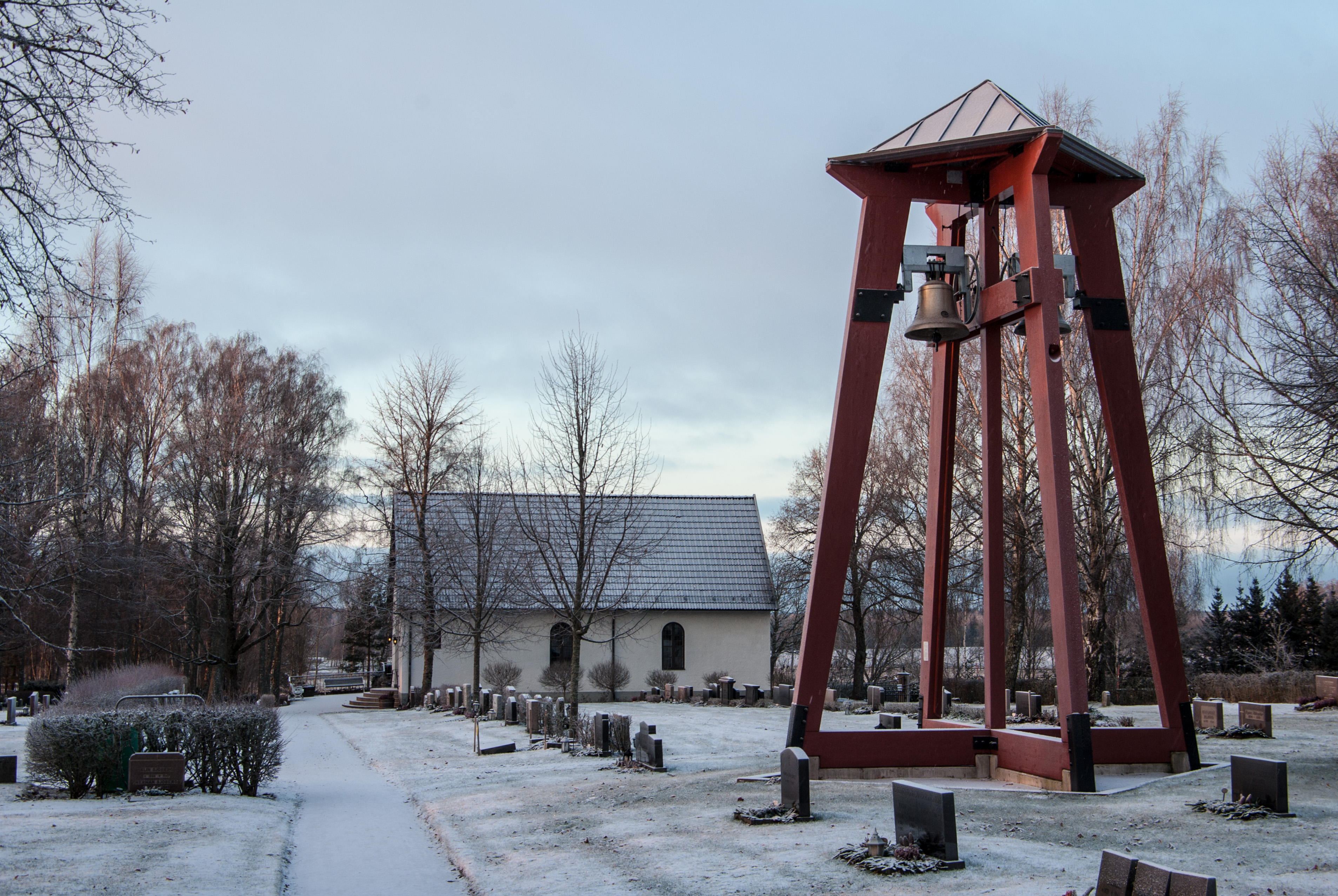
Каплиця і дзвіниця
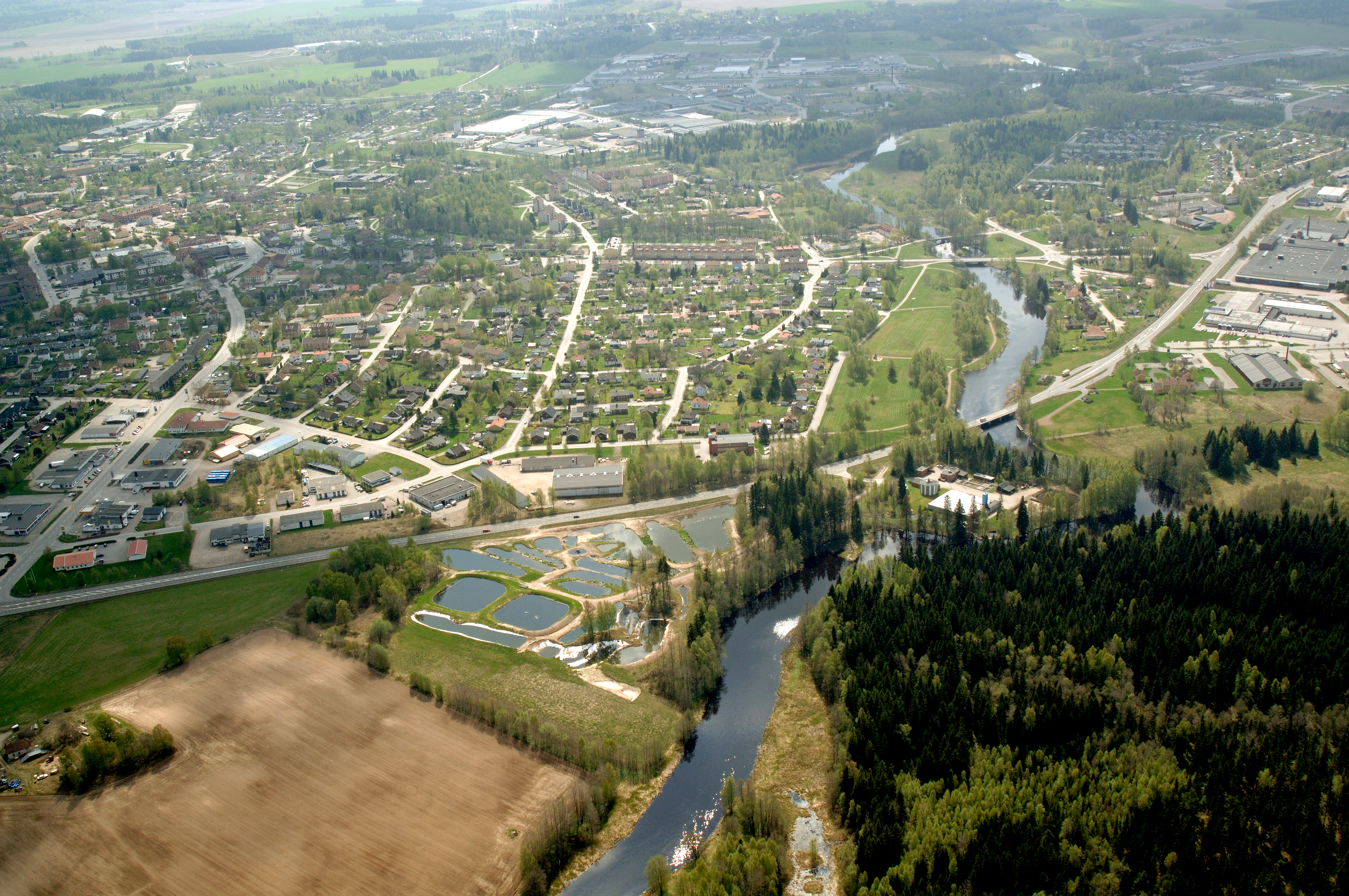
Вид з пташиного польоту

## Покликання
- Сайт комуни Тібру [Архівовано 2 квітня 2022 у Wayback Machine.]